# Hazel (serie televisiva)
Hazel è una sitcom statunitense trasmessa negli anni Sessanta.
La serie di 154 episodi di cinque stagioni è andata in onda in prima serata dal 28 settembre 1961 all'11 aprile 1966 ed è stata prodotta da Screen Gems. Le prime quattro stagioni di Hazel sono andate in onda sulla NBC e la quinta e ultima stagione sulla CBS. La prima stagione è stata trasmessa in bianco e nero tranne che per un episodio a colori e le stagioni 2-5 sono state trasmesse a colori.
La protagonista della serie è una coraggiosa cameriera di nome Hazel Burke (interpretata da Shirley Booth) e i suoi datori di lavoro, i Baxters.  La serie era basata sull'omonima serie di vignette del fumettista Ted Key, apparsa su The Saturday Evening Post.

## Trama

### Le prime quattro stagioni
Hazel è una domestica competente, responsabile e vive nella casa della famiglia Baxter. George Baxter (Don DeFore) è partner dello studio legale Butterworth, Hatch, Noll e Baxter; Hazel lo chiama "Mr. B". La moglie di George, Dorothy (Whitney Blake), è una decoratrice di interni, che Hazel soprannomina "Missy". Il loro figlio Harold (Bobby Buntrock) è soprannominato "Sport" da Hazel. Il cane di famiglia è Smiley. Hazel aveva lavorato in precedenza con la famiglia di Dorothy e ha uno stretto rapporto con lei. La madre di Hazel è morta quando aveva 14 anni (ha detto in un episodio) quindi ha dovuto prendersi cura della sua famiglia.
La serie mette in scena in modo umoristico la vita di Hazel con i Baxter e le sue amicizie con altri del quartiere come il postino Barney Hatfield (Robert Williams), il tassista Mitch Brady (Dub Taylor) e Rosie Hammaker (Maudie Prickett), un'altra cameriera del quartiere. Molti episodi si concentrano sulle contese tra Hazel e George su questioni sulla casa e la famiglia; "Mr. B" di solito ammette la sconfitta e acconsente ai desideri di Hazel quando lei lo tortura servendo porzioni magre dei suoi pasti e dessert.
Alcuni episodi portano Hazel fuori dalla casa dei Baxter e seguono la sua vita nella comunità locale. Nel primo episodio, ad esempio, guida una campagna per la costruzione di un parco giochi di quartiere. La vita di Hazel è talvolta complicata dalla sorella snob di George, Deirdre Thompson (Cathy Lewis) e dal suo burbero cliente Harvey Griffin (Howard Smith). I vicini dotty Herbert e Harriet Johnson (Donald Foster e Norma Varden) spesso fanno appello all'esperienza di Hazel nelle faccende domestiche.

### Cambio di rete e stagione finale
Dopo quattro stagioni su NBC, la rete ha cancellato la serie, ma è stata ripresa dalla CBS per quella che sarebbe stata la quinta e ultima stagione. Nel tentativo di attirare un pubblico più giovane, DeFore e Blake sono stati abbandonati dopo il passaggio alla CBS. La mancanza dei loro personaggi è stata spiegata dal fatto che si trovavano a Baghdad, in Iraq, per il lavoro di George. Harold (che non è partito con i suoi genitori per non perdere la scuola) e Hazel si sono trasferiti con il fratello minore di George, mai menzionato prima, Steve (Ray Fulmer), un agente immobiliare, la moglie di Steve Barbara (Lynn Borden), e la loro figlia Susie (Julia Benjamin). Hazel continuava a essere la domestica della famiglia. 

## Episodi
| Stagione         | Episodi | Prima TV USA |
| ---------------- | ------- | ------------ |
| Prima stagione   | 35      | 1961-1962    |
| Seconda stagione | 32      | 1962-1963    |
| Terza stagione   | 32      | 1963-1964    |
| Quarta stagione  | 26      | 1964-1965    |
| Quinta stagione  | 29      | 1965-1966    |